# برهنه برای قاتل
برهنه برای قاتل (انگلیسی: Nude per l'assassino) یک فیلم جالو به کارگردانی آندرئا بیانکی است که در سال ۱۹۷۵ میلادی منتشر شد.

## بازیگران
- سولوی اشتوبینگ
- نینو کاستلنووو
- ادویژ فنش
- ارنا شورر
- فرانکو دیوجنه
- لیا آماندا
- فمی بنوسی